# Lijst van Alarmschijven in 1987
Deze hits waren in 1987 Alarmschijf bij Veronica op Radio 3:
| Nr. | Datum        | Artiest                           | Titel                             | Hoogste positie in Top 40                    |
| --- | ------------ | --------------------------------- | --------------------------------- | -------------------------------------------- |
| 884 | 2 januari    | Gregory Abbott                    | Shake You Down                    | 3                                            |
| 885 | 9 januari    | A-ha                              | Cry Wolf                          | 16                                           |
| 886 | 16 januari   | Frizzle Sizzle                    | Talk It Over                      | 14                                           |
| 887 | 23 januari   | Van Halen                         | Why Can't This Be Love            | 16                                           |
| 888 | 30 januari   | Pepsi & Shirlie                   | Heartache                         | 2                                            |
| 889 | 6 februari   | Level 42                          | Running in the Family             | 3                                            |
| 890 | 13 februari  | Simply Red                        | The Right Thing                   | 4                                            |
| 891 | 20 februari  | Mel & Kim                         | Respectable                       | 1(3wk)                                       |
| 892 | 27 februari  | Boy George                        | Everything I Own                  | 3                                            |
| 893 | 6 maart      | Prince                            | Sign “☮” The Times                | 6                                            |
| 894 | 13 maart     | Billy Vera & The Beaters          | At This Moment                    | 19                                           |
| 895 | 20 maart     | U2                                | With or Without You               | 2                                            |
| 896 | 27 maart     | David Bowie                       | Day-In Day-Out                    | 14                                           |
| 897 | 3 april      | Jan Hammer                        | Crockett's Theme                  | 1(4wk)                                       |
| 898 | 10 april     | Manke Nelis                       | Kleine jodeljongen                | 8                                            |
| 899 | 17 april     | Richenel                          | Temptation                        | 14                                           |
| 900 | 24 april     | Mixed Emotions                    | You Want Love (Maria, Maria...)   | 1(2wk)                                       |
| 901 | 1 mei        | Crowded House                     | Don't Dream It's Over             | 5                                            |
| 902 | 8 mei        | Lou Gramm                         | Midnight Blue                     | 19                                           |
| 903 | 15 mei       | Depeche Mode                      | Strangelove                       | 24                                           |
| 904 | 22 mei       | Johnny Logan                      | Hold Me Now                       | 3                                            |
| 905 | 29 mei       | Herb Alpert & Janet Jackson       | Diamonds                          | 4                                            |
| 906 | 5 juni       | George Michael                    | I Want Your Sex                   | 1(3wk)                                       |
| 907 | 12 juni      | Piet Veerman                      | Walking together                  | 7                                            |
| 908 | 19 juni      | Heart                             | Alone                             | 6                                            |
| 909 | 26 juni      | A-Ha                              | The Living Daylights              | 11                                           |
| 910 | 3 juli       | Tony Esposito                     | Papa Chico                        | 2                                            |
| 911 | 10 juli      | Samantha Fox                      | Nothing's Gonna Stop Me Now       | 7                                            |
| 912 | 17 juli      | Billy Idol                        | Sweet Sixteen                     | 7                                            |
| 913 | 24 juli      | Boy George                        | Sold                              | 18                                           |
| 914 | 31 juli      | Bruce Willis                      | Under the Boardwalk               | 7                                            |
| 915 | 7 augustus   | Frank Ashton & Mariska van Kolck  | Let Your Sun Shine                | 3                                            |
| 916 | 14 augustus  | Boogie Box High                   | Jive Talkin'                      | 6                                            |
| 917 | 21 augustus  | Pet Shop Boys & Dusty Springfield | What Have I Done to Deserve This? | 2                                            |
| 918 | 28 augustus  | Donny Osmond                      | I'm In It for Love                | 34                                           |
| 919 | 4 september  | Mick Jagger                       | Let's Work                        | 6                                            |
| 920 | 11 september | Michael Jackson                   | Bad                               | 1(1wk)                                       |
| 921 | 18 september | Madonna                           | Causing A Commotion               | 3                                            |
| 922 | 25 september | Cliff Richard                     | Some People                       | 4                                            |
| 923 | 2 oktober    | Stars on 45                       | Stars on Frankie                  | 16                                           |
| 924 | 9 oktober    | UB40                              | Maybe Tomorrow                    | 3                                            |
| 925 | 16 oktober   | George Michael                    | Faith                             | 1(6wk) Laatste uitzending Curry en Van Inkel |
| 926 | 23 oktober   | Whitesnake                        | Here I Go Again                   | 5                                            |
| 927 | 30 oktober   | Piet Veerman                      | A new tomorrow                    | 25                                           |
| 928 | 6 november   | George Harrison                   | Got My Mind Set on You            | 4                                            |
| 929 | 13 november  | Paul Carrack                      | Don't Shed a Tear                 | 21                                           |
| 930 | 20 november  | Kool & The Gang                   | Peacemaker                        | 22                                           |
| 931 | 27 november  | Paul McCartney                    | Once Upon a Long Ago              | 6                                            |
| 932 | 4 december   | T'Pau                             | China in Your Hand                | 1(2wk)                                       |
| 933 | 11 december  | Level 42                          | Children Say                      | 9                                            |
| 934 | 18 december  | Foreigner                         | Say You Will                      | 14                                           |
| 935 | 25 december  | Johnny Hates Jazz                 | Turn back the clock               | 5                                            |

1969 ·
1970 ·
1971 ·
1972 ·
1973 ·
1974 ·
1975 ·
1976 ·
1977 ·
1978 ·
1979 ·
1980 ·
1981 ·
1982 ·
1983 ·
1984 ·
1985 ·
1986 ·
1987 ·
1988 ·
1989 · 
1990 · 
1991 · 
1992 · 
1993 · 
1994 · 
1995 · 
1996 · 
1997 · 
1998 · 
1999 · 
2000 · 
2001 · 
2002 · 
2003 · 
2004 · 
2005 · 
2006 · 
2007 · 
2008 · 
2009 ·
2010 ·
2011 ·
2012 ·
2013 ·
2014 ·
2015 ·
2016 ·
2017 ·
2018 ·
2019 ·
2020 ·
2021 ·
2022 ·
2023 ·
2024 ·
2025